# 정혼
정혼(鄭渾, ? ~ ?)은 후한 말기 ~ 삼국 시대 조위의 관료로, 자는 문공(文公)이며 하남윤 개봉현(開封縣) 사람이다. 대사농 정중의 증손으로, 각지의 지방관을 지내면서 특히 산업에 도움을 주는 선정을 펼쳤다.

## 사적
6대조 정흥(鄭興)은 간의대부(諫議大夫)를 지냈고, 고조부 정중은 대사농(大司農)을 지냈으며 모두 유학자로 명성을 떨쳤다.
형 정태가 죽자, 형의 작은아들 정무를 데리고 회남으로 피난해 당시 회남에서 세력을 떨치고 있는 원술에게 빈객으로 예우를 받았다. 그러나 원술은 장차 망하리라고 여기고, 마침 예장태수 화흠이 형의 친구여서 장강을 건너 화흠에게 의탁했다.
이후 조조에게 등용되어, (사공)연속을 거쳐 하채장, 소릉령을 지냈다. 다스리는 곳에서 백성들의 생산 활동을 강조해, 수렵을 금하고 뽕나무와 벼를 심으며 자식을 버리지 못하게 했다. 처음에는 백성들이 두려워했으나 풍족해지고 생활이 안정되면서 민심을 얻었다. 승상연속을 지내다 다시 풍익태수가 되었다. 건안 16년(211년)의 동관 전투에서 패배한 관중 연합세력 측의 군벌 양흥이 노략질을 하여 치안이 불안해졌다. 정혼은 험지로 달아나려는 관리와 백성들을 막아, 성벽을 수축하는 한편 적을 잡아오는 군민에게 여러 배의 상을 내렸다. 이러니 군민들은 반란군의 처자들을 앞다투어 잡아왔고, 식구들이 사로잡히자 반란군 측에서 항복하는 사람이 이어졌다. 정혼은 또 유력자들을 보내 반란자들을 계속 회유했다. 두려움을 품은 양흥은 부성(鄜城)으로 달아나려 했으나, 하후연의 원군이 도착하자 풍익의 민들이 협력하여 결국 양흥과 그 우당을 참했다. 또 부풍군 내에서 근부(靳富) 등이 일으킨 반란을 진압하고 억류된 사람들을 되찾아왔으며, 조청룡이 좌내사 정휴를 죽이자 조청룡을 토벌해 죽였다. 이렇게 반란을 진압하여, 정혼에게 귀부한 집이 4천여 가였고, 민생은 평안해졌다.
상당태수를 지냈고, 건안 19년(214년), 조조가 한중의 오두미도 세력을 치러 가면서 정혼을 경조윤으로 삼았다. 정혼은 백성이 새로 모여들고 있으므로 이거에 대한 제도를 마련하여 서로 돕게 하고 농업을 진흥시키고 도둑을 잠잠하게 했다. 대군이 한중으로 들어가는 중에 군량을 대었고 또 한중에 민둔을 성공적으로 보내 조조가 기뻐하여 승상연으로 삼았다.
문제 조비가 위왕으로 즉위하고서 시어사 · 부마도위를 지냈고, 양평과 패 두 군의 태수를 지냈다. 군의 경계에 낮고 습하여 장마에 자주 피해를 입는 지역이 있었다. 정혼은 소현과 상현 사이에 저수지를 만들고 개간하여 생산량을 크게 늘렸다. 백성들은 정혼을 칭송하여 이 저수지를 '정피'(鄭陂)라고 불렀다. 산양태수를 지내면서는 임업을 증진시키고, 위군태수를 지내면서는 촌락을 정비하여 또 치적을 쌓았다.
명제(明帝)가 정혼의 치적을 듣고 불러들여 포고를 내려 칭찬하고 장작대장을 삼았으나, 청렴하게 지내 집안 식구들은 빈한하게 살았다. 곧 죽었고, 아들 정숭(鄭崇)은 낭중(郞中)에 임명되었다.